# Los Amolitos
Los Amolitos är en ort i Mexiko.   Den ligger i kommunen Cadereyta de Montes och delstaten Querétaro Arteaga, i den centrala delen av landet, 160 km norr om huvudstaden Mexico City. Los Amolitos ligger 2 228 meter över havet och antalet invånare är 457.
Terrängen runt Los Amolitos är kuperad, och sluttar söderut. Runt Los Amolitos är det ganska glesbefolkat, med 38 invånare per kvadratkilometer. Närmaste större samhälle är Cadereyta de Montes, 13,6 km väster om Los Amolitos. Trakten runt Los Amolitos består i huvudsak av gräsmarker.